# Zanderij (Suriname)
Zanderij is een dorp vlak bij de Johan Adolf Pengel International Airport in Suriname, 40 km ten zuiden van Paramaribo.
Op 7 juni 1989 stortte hier een DC-8 van SLM neer. Deze SLM-ramp kostte 176 mensen het leven en slechts 11 mensen overleefden de ramp. Ook een hond overleefde de ramp; de politie gaf hem de naam Lucky.

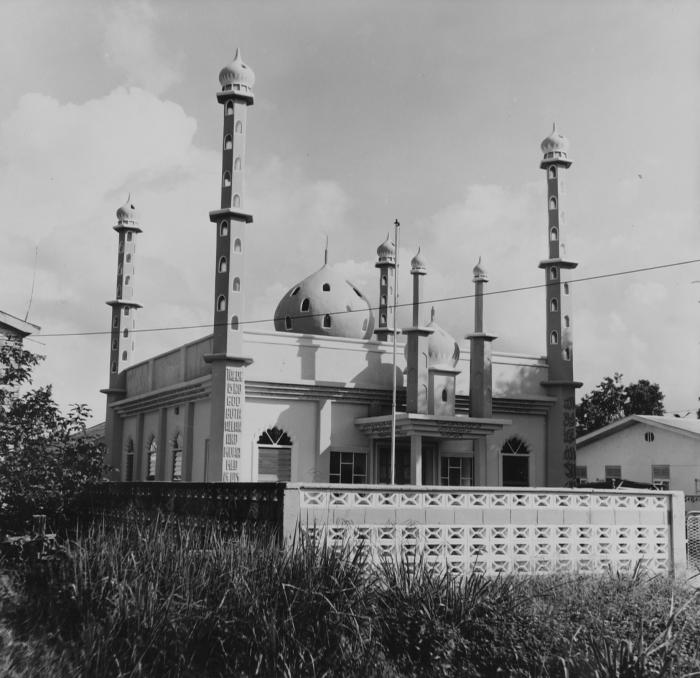
Moskee in Zanderij

Nabij ligt het dorp Gunsi.